# Aurora Center
Aurora Center is een plaats (census-designated place) in de Amerikaanse staat South Dakota, en valt bestuurlijk gezien onder Aurora County.

## Demografie
Bij de volkstelling in 2010 werd het aantal inwoners vastgesteld op 15.

## Geografie
Volgens het United States Census Bureau beslaat de plaats een oppervlakte van
0,26 km², geheel bestaande uit land.

## Plaatsen in de nabije omgeving
De onderstaande figuur toont nabijgelegen plaatsen in een straal van 24 km rond Aurora Center.